# سلاشتن
سلاشتن (به بلغاری: Slashten) یک منطقهٔ مسکونی در بلغارستان است که در شهرستان ساتووچا واقع شده‌است.
 سلاشتن ۲۰٫۹۷۵ کیلومتر مربع مساحت و ۱٬۹۷۳ نفر جمعیت دارد و ۶۷۹ متر بالاتر از سطح دریا واقع شده‌است.